# Valérie Dittli

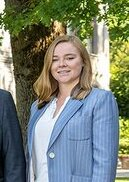
Valérie Dittli, 2022

Valérie Dittli (* 7. Oktober 1992 in Oberägeri) ist eine Schweizer Politikerin (Die Mitte, vormals CVP). Sie wurde 2022 neu in den Waadtländer Staatsrat gewählt. Ab 1. Juli 2022 bis März 2025 war sie Vorsteherin des Finanz- und Landwirtschaftsdepartements, seit 1. April 2025 bis auf weiteres nur noch Vorsteherin des Landwirtschaftsdepartements.

## Leben
Dittli wuchs auf einem Bauernhof in der Zuger Gemeinde Oberägeri auf und besuchte die dortige Primarschule. Anschliessend erlangte sie die Matura an der Kantonsschule Menzingen und absolvierte ein Studium der Rechtswissenschaften an der Universität Luzern, das sie 2016 mit dem Master of Law abschloss. Von August 2016 bis 2020 studierte Dittli an der Universität Lausanne, wo sie zunächst als Assistentin an der Rechtswissenschaftlichen Fakultät arbeitete und später im Erbrecht promovierte. In Bern absolvierte sie in der Folge ihr Anwaltspraktikum; zunächst bei der Steuerverwaltung des Kantons und später in einer Kanzlei in der Stadt.
Ihre Schwester Laura Dittli ist ebenfalls Politikerin, sie ist seit 2022 Regierungsrätin des Kantons Zug. Mit Laura und Valérie Dittli hat erstmals ein Schwesternpaar praktisch zeitgleich den Sprung in den Regierungsrat eines Schweizer Kantons geschafft.

## Politik
Dittli baute die Junge CVP Waadt um und war einige Jahre deren Präsidentin, bevor sie 2020 an die Spitze der CVP Kanton Waadt gewählt wurde. Mit dem Zusammenschluss von CVP und BDP wurde Dittli am 1. Januar 2021 zur ersten Präsidentin der Mitte Kanton Waadt. Dieses Amt hatte sie bis August 2022 inne, bevor sie am 10. April 2022 in den Staatsrat des Kantons Waadt gewählt wurde. Im zweiten Wahlgang erhielt sie fast 49 Prozent der Stimmen – und wurde mit Unterstützung von FDP und SVP gewählt, ohne jemals ein politisches Amt innegehabt zu haben. Seit dem 1. Juli 2022 ist sie Vorsteherin des Departements für Finanzen und Landwirtschaft (DFA).
Dittli ist die jüngste Staatsrätin des Kantons Waadt und eine der jüngsten Regierungsrätinnen in der Geschichte der Schweiz.
Ein Zerwürfnis innerhalb der Regierung des Kantons Waadt führte dazu, dass der restliche Regierungsrat Dittli die Verantwortung für das Finanzdepartement entzogen hat. Seit dem 21. März 2025 hält sie nur noch das Departement für Landwirtschaft inne. Weiter ist sie nun für Digitales und Verbraucherschutz zuständig.

## Steueraffäre / Entlastung
Dittli lebt seit 2016 in Lausanne, wo sie studierte, doktorierte und sich politisch engagierte. Den Hauptwohnsitz und damit auch den Steuerwohnsitz behielt sie aber laut Recherchen des Westschweizer Fernsehens RTS bis vor kurzem in Oberägeri, wo ihre Eltern lebten – und zahlte als Waadtländer Finanzdirektorin bis 2023 keine Steuern im Kanton Waadt. Bevor Dittli Staatsrätin wurde, kandidierte sie schon 2021 erfolglos für das Stadtparlament von Lausanne und verlegte dafür ihren Hauptwohnsitz dorthin – jedoch nur vorübergehend. Nach der Nichtwahl verlegte sie den Sitz wieder nach Oberägeri.
Ein externes Gutachten entlastete Dittli, der Experte stellte fest, dass sie «im Einklang mit den gesetzlichen Vorschriften und der Rechtsprechung» gehandelt habe.